# Jean Donovan
Jean Donovan, née le 10 avril 1953 à Westport (Connecticut) et morte le 2 décembre 1980  au Salvador, est une missionnaire laïque catholique de  nationalité américaine, qui fut assassinée en même temps que trois autres missionnaires par un escadron de la mort pendant la guerre civile salvadorienne.

## Biographie
Jean Donovan naît au sein d'une famille bourgeoise du Connecticut. Jean Donovan passe sa jeunesse à Westport et poursuit ses études au Mary Washington College (aujourd'hui une université) en Virginie, et décide ensuite de passer un an en Irlande, pays de ses ancêtres, où elle approfondit sa foi, grâce à la rencontre d'un prêtre ancien missionnaire au Pérou. Étudiante douée, elle obtient ensuite un master's degree en Business Administration à l'université Case Western Reserve et commence sa carrière de consultant en management dans la filiale de Cleveland de la firme prestigieuse Arthur Andersen. Elle est à l'époque fiancée avec un jeune médecin, Douglas Cable, car elle a en elle la ferme vocation d'être mère de famille. Elle considère aussi que sa vocation de missionnaire va de pair avec celle de mère de famille, cependant elle avoue elle-même : « Je m'arrête un peu et je m'adresse à Dieu : pourquoi donc me faire cela ? Pourquoi ne pourrai-je pas devenir pour Vous une simple petite femme d'intérieur de banlieue ? Il ne m'a pas encore répondu... ».
La jeune femme décide donc de s'engager dans un programme de mission organisé par le diocèse de Cleveland qui apporte de l'aide à la population du Salvador. Elle suit pour cela une formation à la Société de Maryknoll dans l'État de New York et part pour le Salvador en juillet 1977.

## Vie au Salvador
Jean Donovan est assignée à la paroisse de l'Immaculée-Conception de La Libertad, où elle doit collaborer avec une religieuse ursuline, sœur Dorothy Kazel. Les deux jeunes femmes portent assistance aux réfugiés de la guerre civile du Salvador et aux pauvres des environs. Elles cherchent des abris, fournissent des vivres, amènent les malades dans les unités de soins, assurent des funérailles chrétiennes aux démunis et aux victimes des escadrons de la mort.
La jeune femme est aussi une fidèle de Mgr Romero, et elle assiste souvent à ses homélies à la cathédrale de San Salvador. Après son assassinat, le 24 mars 1980, les deux amies passent la nuit entière à la veillée de prières organisée à la cathédrale avant les obsèques de l'archevêque. Quelques semaines avant sa mort, Jean Donovan écrit à une amie :
« Le Peace Corps est parti aujourd'hui et mon moral est au plus bas. Le danger est extrême et ils sont donc partis (...) Je dois assumer maintenant ma propre position, car je ne veux pas de suicide. J'ai décidé plusieurs fois de quitter le Salvador et j'ai failli le faire, s'il n'y avait les enfants, les pauvres, les victimes brisées de cette folie. Qui s'occuperait d'eux ? Qui aurait le cœur assez dur pour adopter une solution raisonnable dans cette mer de larmes et dans toute cette solitude ? Pas moi, ma chère, pas moi ! ».

## Le meurtre et ses conséquences
Dans l'après-midi du 2 décembre 1980, sœur Dorothy doit aller chercher en voiture deux religieuses de Maryknoll qui reviennent d'une assemblée provinciale de leur congrégation à Managua. Jean Donovan l'accompagne et elles partent pour l'aéroport, car l'avion doit atterrir en fin de soirée. Les sœurs Maura Clarke et Ita Ford sont préoccupées de la situation, et elles sont heureuses de se retrouver toutes les quatre. Ce qu'elles ignorent, c'est qu'elles ont été surveillées à l'atterrissage par cinq hommes de la Garde nationale (Guardia nacionál) qui ont pris des ordres par téléphone. En effet, le gouvernement militariste estime que les religieuses sont trop proches des pauvres qui eux-mêmes sont parfois enrôlés dans la guérilla marxiste. Or celles-ci ne se préoccupent pas de politique, et ne font qu'appliquer l'Évangile.
Sur le chemin du retour, les cinq hommes arrêtent les missionnaires dans un endroit reculé, les violent et les assassinent à coups de mitraillette. Le corps de Jean Donovan est rapatrié après des obsèques sur place. L'opinion publique américaine s'émeut de la situation, si bien que Jimmy Carter suspend l'aide américaine au gouvernement militariste. L'aide sera toutefois rétablie par l'administration américaine suivante.
Il faudra toute l'énergie du frère d'Ita Ford qui est avocat pour demander justice, pendant vingt-cinq ans, alors que des fonctionnaires américains minimisent ou cachent certains faits. Une commission d'enquête est formée aux Nations unies, la Commission sur la vérité pour le Salvador qui permet d'aboutir quatre ans plus tard à la condamnation des cinq hommes de mains à trente ans de prison. Trois hommes sur les cinq assassins sont libérés pour bonne conduite en 1998. Quant aux généraux, ayant émigré en Floride, ils seront poursuivis en justice, mais il faudra attendre de longues années avant qu'ils ne versent des indemnités aux familles des victimes.
Au cinéma, plusieurs documentaires et films se sont inspirés de la vie de Jean Donovan dont Salvador (1986) d'Oliver Stone où elle est interprétée par Cynthia Gibb (sous le nom fictif de Cathy Moore).

## Source
- (en) Cet article est partiellement ou en totalité issu de l’article de Wikipédia en anglais intitulé « Jean Donovan » (voir la liste des auteurs).

### Article lié
- Maryknoll